# 農民退休儲金條例
《農民退休儲金條例》是中華民國政府為鼓勵農民儲蓄養老，增進農民退休生活保障，安定農村社會並促進農業經濟發展，所制定的條例。一共有33條。

## 影響
未滿65歲之農保被保險人，且尚未領取相關社會保險老年給付者，可向農保投保之基層農會申請提繳農民退休儲金。30歲提繳35年的農民可月領3.7萬元。

## 外部連結
- 農民退休儲金條例─全國法規資料庫 （页面存档备份，存于）
- 農民退休儲金條例─立法院法律系統─立法歷程